# هنوز زنده است (فیلم ۱۹۷۴)
هنوز زنده است (به انگلیسی: It's Alive) یک فیلم ترسناک علمی-تخیلی آمریکایی به نویسندگی، تهیه‌کنندگی و کارگردانی لری کوئن است که در سال ۱۹۷۴ منتشر شد. در این فیلم جان پی. رایان و شارون فارل در نقش زوجی بازی می‌کنند که فرزندشان تبدیل به یک جهش یافته شرور می‌شود. جیمز دیکسون، ویلیام ولمن جونیور، شموس لاک، اندرو داگن، گای استاکول و مایکل آنسارا نیز از بازیگران این فیلم هستند. این نوزاد توسط طراح جلوه‌های ویژه، ریک بیکر طراحی و ساخته شده است و موسیقی متن فیلم توسط برنارد هرمن ساخته شده است.

## بازخوردها
- در وب‌سایت جمع‌آوری نقد راتن تومیتوز بر اساس رای ۲۴ نقد منتقد، ۶۷ درصد تأیید شده و میانگین امتیاز ۶ از ۱۰ را دارد.[۲]
- در متاکریتیک، که به نقدها امتیاز نرمال‌شده‌ای می‌دهد، فیلم بر اساس شش نقد، میانگین وزنی ۷۲ از ۱۰۰ را دارد که نشان‌دهنده «بررسی‌های عموماً مطلوب» است.[۳]